# Листкова жаба Еббота
Листкова жаба Еббота (Eleutherodactylus abbotti) — вид земноводних з роду Листкова жаба родини Листкові жаби.

## Опис
Загальна довжина досягає 1,9—2,5 см. Спостерігається статевий диморфізм: самиці більші за самців. За своєю будовою й зовнішнім виглядом схожа на інших представників свого роду. Має ніжний металевий голос. Забарвлення спини жовтувато-коричневого або суто коричневого кольору. У задній частині набагато темніше. Між очима є темна пляма. Черево має жовтий колір.

## Спосіб життя
Полюбляє вологі тропічні ліси, плантації, приміські райони. Ховається у листя на землі. Зустрічається на висоті до 1818 м над рівнем моря. Активна вночі. Живиться переважно дрібними безхребетними та їх личинками.
Самиця відкладає яйця зеленого кольору на листі на висоті до 70 см.

## Розповсюдження
Мешкає на острові Гаїті.